# 政成新田
政成新田（まさなりしんでん）は、愛知県海部郡飛島村にある地名。字西堤外走とハ之割がある。

## 地理
飛島村中央西端部に位置する。

### 河川
- 筏川

## 歴史

### 地名の由来
文政に成立した新田の意。

### 沿革
- 文政2年 - 当地の開発を寛延新田庄屋大河内庄兵衛により新田開発の願いが出されたものの、御用筏師が風待ち・潮待ちに利用する基地として使われていたために許可が出なかった[3]。
- 文政6年末 - 開発許可[3]。
- 文政7年8月 - 着工[3]。
- 文政9年12月 - 庄兵衛新田として成立。入植[3]。
- 安政3年 - 洪水により荒廃した朝日新田を編入[3]。
- 万延元年5月 - 暴風雨により破堤し、被災[3]。
- 明治2年 - 20町開発するも、翌年洪水により荒廃[3]。
- 明治4年 - 35町余を再開発[3]。
- 明治12年 - 朝日新田跡と併せて再開発を行うものの、明治14年に再び荒廃する[3]。
- 明治22年 - 飛島村大字政成新田となる[3]。
- 昭和9年 - 一部が新政成となる[3]。
- 昭和50年 - 一部が古政成となる[3]。

## 学区
市立小・中学校に通う場合、学区は以下の通りとなる。また、公立高等学校に通う場合の学区は以下の通りとなる。
| 番・番地等 | 小学校           | 中学校           | 高等学校 |
| ---------- | ---------------- | ---------------- | -------- |
| 全域       | 飛島村立飛島学園 | 飛島村立飛島学園 | 尾張学区 |

## 交通

### 道路
- 愛知県道103号境政成新田蟹江線
- 愛知県道104号新政成弥富線

## 施設
- 宝珠寺北緯35度4分30.7秒 東経136度47分4.2秒 / 北緯35.075194度 東経136.784500度